# Одноцветный стриж
Одноцветный стриж (лат. Apus unicolor) — вид птиц из рода стрижей.

## Описание
Стриж средних размеров. Длина 14—15 см. Тело, кроме более бледного горла, полностью тёмное. Имеет очень короткие ноги, которые использует только для того, чтобы цепляться за вертикальные поверхности.
Отличить одноцветного стрижа от чёрного или бледного на глаз трудно.

## Поведение
Эти птицы никогда не садятся непосредственно на землю. Питаются они насекомыми, которых ловят в воздухе. Пьют на лету. Размножаются одноцветные стрижи на скалах, мостах и в домах на Канарских островах и Мадейре.
МСОП присвоила виду статус LC.